# Papirus Oxyrhynchus 1089
Papirus Oxyrhynchus 1089 oznaczany jako P.Oxy.VIII 1089 – rękopis zawierający fragment Acta Alexandrinorum (Kroniki aleksandryjskiej) napisany w języku greckim przez nieznanego autora. Papirus ten został odkryty w Oksyrynchos. Manuskrypt ten jest datowany na III wiek n.e. Przechowywany jest w Bodleian Library (Ms. Gr. Class. d 101). Tekst został opublikowany przez Arthura Hunta w 1911 roku.
Manuskrypt został napisany na papirusie w formie zwoju. Rozmiary zachowanego fragmentu wynoszą 25 na 14,1 cm.